# Rozdrażew (gromada)
Rozdrażew – dawna gromada, czyli najmniejsza jednostka podziału terytorialnego Polskiej Rzeczypospolitej Ludowej w latach 1954–1972.
Gromady, z gromadzkimi radami narodowymi (GRN) jako organami władzy najniższego stopnia na wsi, funkcjonowały od reformy reorganizującej administrację wiejską przeprowadzonej jesienią 1954 do momentu ich zniesienia z dniem 1 stycznia 1973, tym samym wypierając organizację gminną w latach 1954–1972.
Gromadę Rozdrażew z siedzibą GRN w Rozdrażewie utworzono – jako jedną z 8759 gromad na obszarze Polski – w powiecie krotoszyńskim w woj. poznańskim, na mocy uchwały nr 27/54 WRN w Poznaniu z dnia 5 października 1954. W skład jednostki weszły obszary dotychczasowych gromad Chwałki, Dąbrowa Krotoszyńska, Dzielice, Henryków, Rozdrażew, Rozdrażewek i Wolenice ze zniesionej gminy Rozdrażew w tymże powiecie. Dla gromady ustalono 27 członków gromadzkiej rady narodowej.
1 stycznia 1959 do gromady Rozdrażew włączono obszar zniesionej gromady Trzemeszno w tymże powiecie.
1 stycznia 1962 do gromady Rozdrażew włączono obszar zniesionej gromady Nowawieś (bez miejscowości Cegielnia) w tymże powiecie.
Gromada przetrwała do końca 1972 roku, czyli do kolejnej reformy gminnej. 1 stycznia 1973 w powiecie krotoszyńskim reaktywowano gminę Rozdrażew.